# Seskviterpeny
Seskviterpeny (molekulární vzorec C15H24) jsou terpeny, skládající se ze tří isoprenových jednotek. Stejně jako monoterpeny mohou mít acyklickou i cyklickou strukturu. Biochemickou modifikací (např. oxidací nebo přesmykem) mohou vzniknout deriváty - seskviterpenoidy.
Vyskytují se ve formě humulenu (v silicích chmelu), v kyselině abscisové, která způsobuje stárnutí a opadávání listu, a také se vyskytují v éterických olejích.

## Acyklické seskviterpeny

Farnesyl pyrofosfát

Při reakci geranyl pyrofosfátu s isopentenyl pyrofosfátem vznikne patnáctiuhlíkový farnesyl pyrofosfát, což je mezičlánek při biosyntéze seskviterpenů jako je farnesen, ze kterého může oxidací vzniknout farnesol.

## Monocyklické seskviterpeny
Se vzrůstající délkou řetězce a další dvojnou vazbou také vzrůstá možnost zacyklení řetězce. Existuje mnoho cyklických seskviterpenů. Běžně se vyskytují seskviterpeny se šestiuhlíkovým cyklem, jako např. zingiberen (základní složka zázvorového oleje), řetězec však může být zacyklen i od jednoho konce k druhému, tzv. makrocykl, což je případ humulenu.

## Bicyklické seskviterpeny

δ-kadinen

Kromě běžných šestiuhlíkových cyklů (např. kadinen) existují seskviterpeny s devítiuhlíkovým cyklem spojeným s cyklobutanem (karyofylen). Dalším odsycením řetězce vzniknou aromatické bicykly, např. vetivazulen a guaiazulen.

## Tricyklické seskviterpeny
Přidáním třetího cyklu se rozmanitost struktur ještě více rozšíří. Mezi tricyklické seskviterpeny patří např. longifolen, kopaen a patchoulol.